# 김수현 (치어리더)
김수현(1993년 4월 1일 ~ )은 대한민국의 여성 치어리더이다.